# Audea agrotidea
Audea agrotidea är en fjärilsart som beskrevs av Paul Mabille 1879. Audea agrotidea ingår i släktet Audea och familjen nattflyn. Inga underarter finns listade i Catalogue of Life.